# 傅學海
傅學海（1952年4月13日—2020年2月13日），台灣天文學家，曾任教於國立臺灣師範大學地球科學系。曾在臺灣國際國中科學奧林匹亞選拔研習營以及臺灣國際地球科學奧林匹亞選拔營任教，學生暱稱其為「傅老」。

## 生平
傅學海是中國文化大學物理系學士、國立中央大學物理與天文研究所碩士（該研究所已分拆為天文研究所和物理學系碩士班、博士班）、美國喬治亞州立大學天文學博士。1988年起在國立臺灣師範大學地球科學系暨研究所（天文組）任教，並曾任國立臺灣師範大學科學教育中心推廣服務組組長。退休后任台北市天文協會第十五屆理事長。
2020年2月13日下午4時20分，因心肌梗塞逝世。

## 研究
傅學海的研究專長是太陽色球和光學天文觀測：
- 散斑干涉法（Speckle interferometry）觀測聯星。
- 太陽色球觀測與分析。
- 變星觀測。

## 著作
- 《星星的故事》，傅學海等，新新聞，2000年1月26日，ISBN 9789578306660。
- 《認識天文》，傅學海、蔡文祥，國立空中大學，2001年6月1日，ISBN 9789576614460。
- 《天文觀測的第一本書》，貓頭鷹出版社，2010年1月29日，ISBN 9789862620052。

## 榮譽
2015年7月2日，國際天文學聯合會小行星中心將小行星(281564) 2008 UQ87命名為(281564) Fuhsiehhai。

## 外部連結
- 國立臺灣師範大學地球科學系介紹傅學海 （页面存档备份，存于）
- 傅學海學術網頁 （页面存档备份，存于）